# 陳謨星
陳謨星（英語：Chen, Mo-Shing，1931年—2023年5月1日），生於中國浙江省吳興縣，1949全家遷移台灣，美國電機與能源學者，國際電機電子工程學會院士。曾擔任美國德州大學阿靈頓分校教授、能源中心主任。曾獲得美國愛迪生學會全美最佳電力工程教育獎，為多家電廠擔任顧問。2023年5月1日因肺炎併發敗血症，在長庚醫院過世，享年93歲。

## 生平
1954年，畢業於台灣大學電機系。1962年，取得美國德州大學奧斯汀校區電機博士，之後在德州大學任教。
1978年，獲選為國際電機電子工程師學會IEEE院士。
1978年，與在美華裔專業人士共同在美國南部成立「美南國家建設工程技術討論會」(ACAP)。
2013年，曾因核四議題回台，多次藉由媒體諫言，認為台灣應改善丟電問題而不是需要蓋核電廠。2014年再次復刊。

## 著作
- 《Power System Modeling》，Short course notes第10冊，作者	Mo-Shing Chen，William E. Dillon，University of Texas at Arlington. Energy Systems Research Center

## 學生
- 朱文成，2009年~2013年4月大同大學校長，2013年5月調任台灣電力公司總經理。[10]
- 陳在相，國立臺灣科技大學 電機系教授。
- 陳斌魁，1996年~2018年大同大學 電機系教授。